# Стадион (станция метро, Вена)
«Стадион» (нем. Stadion) — станция Венского метрополитена. До 2010 года была конечной на линии U2, за станцией «Криау».
Открыта 10 мая 2008 года в составе участка «Шоттенринг» — «Стадион». Расположена рядом со стадионом Эрнста Хаппеля.